# Младобухарцы
Младобухарцы (узб. Buxoro yoshlari, Ёш бухороликлар, Бухоро ёшлари) — национально-демократическое движение, возникшее на территории Бухарского ханства в начале XX века на базе движения джадидов.
По воспоминаниям С. В. Чиркина, движение младобухарцев состояло из людей, прошедших русскую школу и часто бывавших не только в Туркестане, но и в центральной России по своим торговым делам и по поручениям разных фирм.
По воспоминанием одного из лидеров младобухарцев Файзуллы Ходжаева, движение, напротив, было многочисленным и включало в себя широкие слои бухарского общества, недовольные произволом эмира.
После Февральской революции они организовались, образовав комитет «младобухарской партии».
В него вошли: Абду Вахид (председатель), Фитрат (секретарь), Усман Ходжаев (казначей) и члены: Абду Вахид Бурханов, Муса Саиджанов, Ата Ходжаев, Ахмеджан Абдул Саидов, Файзулла Ходжаев, и Хамид Хаджа.
Младобухарцы вошли в контакт с русскими политическими организациями и указывали на необходимость демократических реформ в Бухарском ханстве, изнемогавшим под бременем административного произвола.

## 1917 год
Массовая манифестация, проведенная младобухарцами в марте 1917 года в Бухаре, по поводу принятия эмиром манифеста, частично реформирующего сложившуюся систему, привела к тому, что большинство лидеров партии подверглось репрессиям и было вынуждено скрываться в Кагане. Мухиддин Мансуров, еще ранее бежавший из Бухары. Каганским младобухарцам присоединился еще Мухиддин Мансуров с тремя сыновьями.
В этой связи политическое главенство в партии заняли представители «старых джадидов», выступавшие против активных методов борьбы. На роль руководителя партии  Абду Вахид Бурханов предложил Мухиддин Мансурова, указав, что Мухиддин Мансуров — умный, достойный человек и пользуется большим авторитетом среди русских, англичан, немцев и турок. Действительно, Мансуров имел большие личные связи с русской и западно европейской буржуазией и был вхож в русское резидентство. В 1917 году Мухиддин Мансуров  председатель младобухарской партии.
В новый центральный комитет вошли: Мухиддин Мансуров — председатель и лидер, Мирзо Исам Мухитдинов, Мирзо Абдукадыр Мухитдинов, Абду Вахид Бурханов, Усман Ходжаев, Ариф Каримов,  Муса Саиджанов, Файзулла Ходжаев и еще два—три человека, которые после первых заседаний не работали и были исключены. Позднее в центральный комитет вошли еще двое: Фитрат и Ата Ходжаев, члены старого центрального комитета, но суть реорганизации заключалась, конечно, в выборе Мухиддин Мансуров председателем и лидером и во включении его сыновей в состав центрального комитета.
Таким образом, «мирно обновленцы» и постепеновцы – революционеры, боящиеся революции, победили. Можно было бы, конечно, протестовать, так как формально эти выборы были незаконны: в избирательном собрании участвовали далеко не все младобухарские партийные организации, кроме того, многие наличные члены были против нового состава центрального комитета. Положение было очень запутанным: партии в целом грозили преследования эмира.
Первое заседание нового центрального комитета состоялось в номере у Мухиддин Мансурова. Вслед почти ежедневно собирались Мухиддин Мансурова  и обсуждали волнующие партию вопросы. На этих заседаниях предлагались два пути дальнейшей работы:
1. Добиваться у эмира через русское правительство амнистии, прекращения преследований и спокойной легальной работы.
2. Наряду с использованием легальных давлений на эмирское правительство подготовлять вооруженное восстание через тайное вооружение партии и организацию партизанских выступлений в вилайетах (областях).
Что касается Мухиддин Мансурова, то он с самого начала заявил себя противником каких бы то ни было вооруженных выступлений и насильственных мер. Он соглашался только на первый путь — путь легальности, уговоров эмира и сановников при помощи русского резидентства. Большинство нового центрального комитета, отнюдь не страдая избытком революционной энергии, с удовольствием поддержало Мухиддин Мансурова.
Вооруженные выступления были отвергнуты, путь уговоров принят, и в подкрепление уговариванию властей решено было отправить в провинцию агитаторские тройки, которые организовывали бы митинги, разъясняли бы населению причины последних событий, знакомили бы население с платформой партии, требовали бы немедленного проведения в жизнь начал, объявленных в эмирском манифесте. Из этой затеи ничего не вышло: агитаторских групп не создалось, кроме одной, состоявшей из Фаткулы-Ходжа и Юсуф-3аде, отправившихся в Чарджуй. Вся работа партии сосредоточилась на переговорах с эмиром и русским правительством. Во главе всех мероприятий по переговорам стоял сам Мухиддин Мансуров. После долгих единоличных совещаний с Миллером Мухиддин Мансуров совершенно неожиданно обявилe о необходимости начать переговоры с эмиром при посредничестве Миллера. И на этом же заседании была выбрана комиссия для ведения переговоров. В нее вошли: Мухиддин Мансуров, Мирзо Исам Мухитдинов, Мирзо Абдукадыр Мухитдинов, Муса Саиджанов, Абдул Вахит Бурханов,Ата Ходжаев, Ходжа Абдул Сатар и Файзулло Хаджаев.
Словесная директива центрального комитета была следующая: «добиться соглашения с эмиром на основе неприкосновенности легальной работы партии в духе манифеста эмира». При помощи такой умеренности многие надеялись обеспечить за партией возможность хотя какой-нибудь легальной работы. Мухиддин Мансуров: Миллер сказал, что он не ручается за успех, но постарается помочь нам, и что, конечно, переговоры с эмиром единственный путь, так как других средств воздействия нет.
Итак, согласовав этот вопрос с Миллером, на другой день мы отправились к эмиру. К нам присоединились Миллер, Введенский и несколько членов Совета Рабочих и Солдатских Депутатов. От прибывших из Самарканда воинских частей никого не было. Они остались на вокзале Ст. Бухары, и не нашлось никого, кто бы позаботился договориться с ними. Утром в пятницу мы сели на пассажирский поезд и отправились на вокзал Ст. Бухары. Там нас встретило несколько чиновников с экипажами эмира. На всех посадили попарно, дав каждой паре в сопровождение чиновника. Во время проезда из толпы нас осыпали бранью и камнями. Все это не сулило впереди ничего доброго. Наконец, нас привезли в посольский отдел Кушбеги, где обычно премьер-министр принимает гостей. Ждать нам пришлось недолго: часа через 2  всех пригласили в тронный зал эмира. всех попарно, в сопровождении русских властей, отправились туда, не спросив даже, зачем их ведут.
При Мухиддин Мансуров, Мирзо Исам Мухитдинов, Мирзо Абдукадыр Мухитдинов, Муса Саиджанов, Абдул Вахит Бурханов,Ата Ходжаев, Ходжа Абдул Сатар и Файзулло Хаджаев. Появлении поднялся шум и крики  осыпали ругательствами. Поместили их позади эмира, вместе с русскими. Первое слово было предоставлено Мухиддин Мансурову.
Мухиддин Мансуров начал говорить: «Мы — любящие родину и существующий строй граждане Бухары, и хотя мы критиковали некоторые недостатки манифеста его высочества, не совпадавшие с нашими целями, но сейчас мы протягиваем к вам руки, высокие люди государства. Да осуществится воля эмира». Мухиддин Мансуров начал говорить, как все повскакали в мест, начали махать палками, ругать их изменниками, предателями, неверными, а кое-кого и бить.
В это время эмир поднялся с места, обратился к Мухиддин Мансурову и сановникам и сказал: «И вы, и вы — мои подданные, между вами недоразумение, все это пройдет, успокойтесь. Как было, так и будет». С этими словами он быстро вышел. Услыхали рев и гул многотысячной толпы у самых стен дворца, требовавшей выдачи делегации на суд и растерзание народа. Только тогда делегация поняла цель эмира и Миллера, этих двух друзей; однако не были выданы толпе: их продержали некоторое время в коридоре, а затем, под шум и крики оттесненной толпы, провели на прежнее место.
Там сидели весь день, слушая крики возбужденной толпы, требовавшей выдачи Мухиддин Мансуров, Мирзо Исам Мухитдинов, Мирзо Абдукадыр Мухитдинов, Муса Саиджанов, Абдул Вахит Бурханов,Ата Ходжаев, Ходжа Абдул Сатар и Файзулло Хаджаев. Тут предательская роль представителей русского временного правительства обнаружилась вполне. Миллер и Введенский изо всех сил старались казаться честными маклерами в затеянной ими совместно с эмиром нечестной игре. Они то приходили к ним, то уходили к эмиру, выходили и к толпе, якобы затем, чтобы ее успокоить, а на деле вожделенно ждали их крови, крови революционеров, ибо их аппетиты еще не были удовлетворены резней революционеров в Персии.
И вот тут-то отчетливо наметился тот союз, который впоследствии освободил Бухару и вывел ее на широкую дорогу советского строительства, — союз национально-революционных элементов Востока с русскими рабочими и крестьянами, сбросившими иго царизма. Это были революционные русские войска и рабочие Новой Бухары. Они не дали осуществиться адскому плану эмира и его русских приспешников. Первыми явились к нам на помощь рабочие Новой Бухары, с которыми младобухарская партия держала теснейшую связь, а затем революционные войска, расположенные в Новой Бухаре и на вокзале Старой Бухары. Делегаты, за все время своего пребывания во дворце ничего не знали о том, что у них нашлись защитники, и ждали смерти от руки палача или от готовой к самосуду толпы.
Вдруг случилось неожиданное: посетили их  Насрулла Кушбеги и Урганджи. Оба в один голос объявили, что эмир сожалеет обо всем случившемся и негодует на фанатичность народа, который окружил дворец в количестве до 10.000 чел. и вот уже 12 часов требует казни делегации или выдачи к ним. Однако этого не будет, так как эмир желает кончить все миром. Затем Урганджи добавил, что к утру  можно будет отпустить.
Очевидно, посещение рабочих и революционных солдат возымело свое действие на высокую особу эмира и его сановников. Урганджи сказал еще, что члены совета Новой Бухары очень устали и должны уехать. Мухиддин Мансуров энергично запротестовали против отъезда единственных надежных защитников, и они, конечно, согласились остаться сними.
Миллер, уведя энергичную защиту делегации со стороны членов совета и просто рабочих, струсил, стал хлопотать о нашем освобождении и пытался вести безуспешные переговоры по телефону с войсками.

## Раскол, прекращение деятельности
Работа Абдукадыра Мухитдинова в Центральном бюро была сопряжена с постоянными командировками, что, вероятно, и позволило ему активно членствовать в созданной в апреле и окончательно оформившейся в сентябре 1918 года «партии младобухарцев коммунистов большевиков». Первый съезд этой партии (30 мая — 11 июня 1919 года) избрал Абдукадыра Мухитдинова одним из 7 членов ее ЦК. Через полгода эта партия будет переименована в Бухарскую Коммунистическую партию. Абдукадыр Мухитдинов был делегатом II Всероссийского съезда коммунистических организаций народов Востока (22 ноября — 3 декабря 1919 года), слушал исторический доклад В. И. Ленина. Абдукадыр Мухитдинов участвовал также в работе VIII Всероссийской конференции РКП(б) (2—4 декабря 1919 года) и VII Всероссийского съезда Советов(5—9 декабря 1919 года).
В 1920 — 1921 году председатель Бухарского центрального революционного комитета, председатель ЦИК Бухарской Народной Советской Республики, но уже 14 сентября 1920 году Абдукадыра Мухитдинова избирают председателем высшего законодательного и контролирующего органа БНСР-Центрального Революционного Комитета, наглядное свидетельство признания его заслуг в подготовке революционного переворота, идейности и организаторских способностей.
В 1918 году организация младобухарцев распалась: в январе 1920 года часть младобухарцев организовала в Ташкенте «Туркестанское центральное бюро младобухарцев-революционеров» во главе с Ф. Ходжаевым. Видным деятелем младобухарского движения был поэт и просветитель, друг Ф. Ходжаева А. Фитрат.
Программа левых младобухарцев предусматривала свержение власти эмира и установление советской республики в Бухаре. Впоследствии представители левого крыла младобухарцев (Ф. Ходжаев, А. Кадыри, А. Мухиддинов и др.) влились в коммунистическую партию и вошли в состав правительства Бухарской Народной Советской Республики.
Другая часть младобухарцев выступила против советской власти и примкнула к басмаческому движению.

## Младобухарцы в кино
- Гибель Чёрного консула: главный герой Камал, будучи младобухарцем, участвует в покушении на эмира и позже переходит на сторону Советской власти. Устами эмира озвучивается программа: ограничение монархии, просвещение народа, буржуазная республика.
- В фильме «Крушение эмирата» («Мосфильм» – Ташкентская киностудия, 1955) действуют младобухарцы. В одной из финальных сцен иностранный резидент Уолфорд, готовясь бежать из Бухары, окружённой войсками М.В. Фрунзе, отдаёт им последние распоряжения: «Дальнейшие инструкции вы получите от людей господина Троцкого».